# Інститут архітектури та дизайну Львівської політехніки
Інститут архітектури та дизайну — складова частина Львівської політехніки.

## Історія
Архітектурна та дизайнерська освіту у Львові найстаріша в Україні, її було відкрито у 1730 р. при Львівському університеті. Коли у 1844 р. у місті, за зразком Відня, була створена Технічна академія, то архітектуру перевели у її структуру. У 1877 р. факультет розмістився у новому щойно збудованому корпусі, який був споруджений за проектом випускника Віденської технічної академії, уродженця Галичини, Юліана Захарієвича. У цьому, головному корпусі Львівської політехніки, факультет знаходиться і сьогодні. Нині факультет, із 2001 р. реорганізований в Інститут Архітектури, очолює доктор архітектури, професор, академік Української Академії Архітектури і Саксонської Академії мистецтв, Богдан Черкес.
Інститут Архітектури об'єднує 7 кафедр, а саме: дизайну та основ архітектури, архітектурного проєктування, дизайну архітектурного середовища, містобудування, реконструкції та реставрації архітектурних комплексів, архітектури та інженерії та візуального дизайну та мистецтва. Інститут архітектури та дизайну проводить підготовку бакалаврів за трьома освітньо-кваліфікаційними напрямами, а саме: «Архітектура», «Дизайн», «Реставрація творів мистецтва», а також підготовку спеціалістів і магістрів за спеціальностями «Архітектура будівель і споруд», «Дизайн архітектурного середовища», «Містобудування», «Реставрація пам'яток архітектури», «Графічний дизайн», «Інтер'єр та обладнання».
Сьогодні в інституті архітектури навчається 1400 студентів, тоді як у 1994 році їх кількість становила 475, і він, поруч із Київським національним університетом будівництва і архітектури, є найбільшим в Україні. За останні п'ять років конкурс серед абітурієнтів на вступних екзаменах до Інституту становив 3-4 особи на місце.
Студенти інституту, починаючи з 2-го курсу, активно залучаються до науково-дослідної роботи. Викладачі і студенти ІАРХ взяли участь у 130 виставках всіх рангів, виставивши 733 експонати. Отримували гран-прі на щорічних оглядах-конкурсах найкращих дипломних робіт України у Дніпропетровську, Харкові, Одесі, Києві, Сімферополі, Полтаві, де загалом було отримано 89 нагород. Аналіз виконання дипломних робіт та їх захист щороку показує, що підготовка спеціалістів проходить на високому рівні. Тематика дипломних проектів актуальна і близько 61,1 % робіт виконано на замовлення різних державних і приватних організацій різного рівня. Всього за останні 5 років захистилося 409 студенти, а Державна Екзаменаційна Комісія рекомендувала до практичного впровадження 241 (57 %) дипломних робіт.

## Аспірантура
Навчальний процес забезпечують 135 викладачів, з них 67 викладачів мають наукові ступені і вчені звання. На кафедрах працюють 10 докторів наук, професорів. За останні 5 років співробітниками Інституту архітектури було захищено 4 докторські та 23 кандидатські дисертації.
Викладачі кафедр підвищують кваліфікацію в провідних науково-дослідних та проектних організаціях м. Львова, України, а також за кордоном, зокрема в Австрії, Італії, Німеччині, Польщі, Росії, США і Китаї. За результатами наукової діяльності в останній час було видано 15 монографій, опубліковано 1023 статті і виголошено 708 доповідей на міжнародних, загальноукраїнських і університетських конференціях.

## Зв'язки інституту
Міжнародні зв'язки інституту мають широку географію і зосереджені на участі у міжнародних конференціях, наукових стажуваннях викладачів та спільних творчих працях викладачів та студентів з вузами інших країн, в тому числі із Європи, Америки, Азії і Північної Африки. Особливо активно розвивається співпраця із факультетом архітектури і просторового планування Віденського технічного університету. Угода про цю співпрацю діє з 1995 р. В різних наукових і навчальних заходах в рамках цієї кооперації взяли участь 320 викладачів і студентів. В руслі цієї угоди, наприклад, проведено у Відні в листопаді 2005 року ювілейну україно-австрійську конференцію і виставку «Зв'язки Відня з Україною», присвячена 10-літтю співпраці Віденського Технічного університету і НУ «Львівська політехніка». Дякуючи цій кооперації цілий ряд викладачів змогли проводити інтенсивні наукові дослідження, написати і захистити свої кандидатські і докторські дисертації, завершити і опублікувати монографії.
В останні роки було проведено 18 міжнародних студентських воркшопів, зокрема у Варшаві, Венеції, Відні, Граці, Києві, Кракові, Криму, Львові, Москві, Одесі, Парижі, Флоренції, Шанхаї.
Інститут є опорним навчальним закладом у міжнародній та Всеукраїнській діяльності Львівської обласної організації Національної спілки архітекторів України.

## Ресурси
Колектив інституту виконує наукові дослідження за госпдоговорами через науково-дослідні лабораторії, які діють при кафедрах (Архітектурні конструкції, Дизайн архітектурного середовища, Реставрації та реконструкції архітектурних комплексів, Архітектурного проектування). Протягом 2003—2008 рр. в Інституті виконано 87 госпдоговорів.